# 수상경찰
수상경찰(水上警察, 영어: water police, harbour patrols, port police, marine/maritime police, nautical patrols, bay constables, river police) 또는 해양경찰(海洋警察)은 하천 및 바다 등의 수상이나 해안에서 경찰 활동 또는 그것을 임무로 하는 경찰 조직을 가리킨다.

## 같이 보기
- 해안경비대